# Bailliage de Bonmont
1711–1798
Entités précédentes :
- Gouvernement de Bonmont (Bailliage de Nyon)

Entités suivantes :
- District de Nyon

1536–1711
Entités précédentes :
- Abbaye de Bonmont

Entités suivantes :
- Bailliage de Bonmont

Le bailliage de Bonmont, est un des bailliages bernois dans le Pays de Vaud. Il est créé en 1711. Il est précédé par le gouvernement de Bonmont, créé en 1536, qui dépendait du bailliage de Nyon. En 1798, les communes qui le composent rejoignent le nouveau district de Nyon.

## Histoire
Le gouvernement de Bonmont est créé en 1536. Le gouverneur exerce les basse et moyenne justice, tandis que la haute justice est exercée par le bailli de Nyon. Il est composé de Chéserex, La Rippe, Bogis-Bossey et Chavannes-de-Bogis.
Le bailliage de Bonmont est créé en 1711. Il succède au gouvernement de Bonmont, qui dépendait du bailliage de Nyon.
La seigneurie de Gingins est achetée et ajoutée au bailliage.
Le bailliage est supprimé en 1798 et son territoire rejoint le nouveau district de Nyon.

## Gouverneurs et baillis
- 1537 : Hans-Ludwig Amman[1] ;
- 1575 : Peter von Freudenreich[2] ;
- 1584 : Johannes Gerwer[3] ;
- 1600 : Wlater Haenni[4] ;
- 1613 : Beat Fischer[5] ;
- 1629 : Jakob Gerwer[3] ;
- 1653 : Christoph von Fellenberg[6] ;
- 1689 : Hieronymus Fischer[5] ;
- 1761-1767 : Franz Thormann[7] ;

### Ouvrages
- P.-R. Monbaron, «Bonmont sous l'Ancien Régime bernois», in Pro Bono Monte, 1984, 9-21
- Marcel Godet, Henri Türler et Victor Attinger, Dictionnaire historique & biographique de la Suisse, vol. 1, Neuchâtel, Imprimerie Paul Attinger, 1921 (lire en ligne), p. 305
- Marcel Godet, Henri Türler et Victor Attinger, Dictionnaire historique & biographique de la Suisse, vol. 2, Neuchâtel, Imprimerie Paul Attinger, 1924 (lire en ligne), p. 236, 451 et 501
- Marcel Godet, Henri Türler et Victor Attinger, Dictionnaire historique & biographique de la Suisse, vol. 3, Neuchâtel, Imprimerie Paul Attinger, 1926 (lire en ligne), p. 80, 111, 209, 399 et 740